# Підводний човен Т-9
«Підводний човен Т-9» — радянський художній кінофільм, військова драма 1943 року, знята на Бакинській кіностудії і кіностудії «Ленфільм».

## Сюжет
Радянський підводний човен Т-9, проходить через мінні загородження Фінської затоки і проникає у ворожий порт. Моряки почали топити транспортні судна противника, але незабаром дізналися, що запізнилися — ворожі війська і озброєння вже відвантажені і спрямовані на фронт. Командир підводного човна капітан третього рангу Костров опиняється у безвихідній для себе ситуації, коли бойове завдання майже нездійсненне, але він зобов'язаний його виконати — для нього це справа честі або безчестя. Стати на заваді планам ворога можна, тільки підірвавши в горах залізничний міст через ущелину. Старший помічник Даміров висловив ідею висадки з цією метою десанту в бухті поруч з ущелиною. Чотирьом підводникам на чолі з замполітом вдалося непоміченими дістатися до моста і замінувати його, але потім і вони, і міни були виявлені фінськими солдатами, що охороняли міст, одному з яких вдалося пострілом перебити бікфордів шнур. Командир торпедної частини Чібісов, що брав участь в десанті, спробував підпалити шнур ближче до заряду, але був поранений. Бачачи що наближається ешелон, Чібісов пожертвував собою і підірвав вибухівку гранатою. Повертаючись на базу, підводний човен потопив ворожий міноносець, потім був виявлений і атакований літаками, після чого ліг на грунт. Потім місцезнаходження човна почали патрулювати протичовнові кораблі супротивника. На третю добу через виснаження запасів кисню Костров віддав наказ піднятися на поверхню, щоб прийняти бій, але радянський сторожовий корабель, що вчасно прийшов на підмогу, змусив ворога терміново ретируватися. Екіпаж човна доповів про п'ять потоплених кораблів противника.

## У ролях
- Олег Жаков — Костров
- Ісмаїл Дагестанли — Даміров
- Борис Чинкін — Чібісов
- Віктор Шарханов — Мінаєв
- Борис Байков — Сергєєв
- Казім Зія — Сорокін
- Мірза Бабаєв — епізод
- Д. Александров — епізод
- Олександр Аллегров — Бенько

## Знімальна група
- Художній керівник: Григорій Александров
- Автори сценарію: Олександр Штейн, Йоганн Зельтер
- Режисер-постановник: Олександр Іванов
- Оператор-постановник: Микола Ренков, Мухтар Дадашев
- Художник-постановник: Юрій Швець
- Композитор: Борис Зейдман
- Автор тексту пісні: Л. Зальцман
- Другий режисер: Микола Лещенко